# Helmut Kiene
Helmut Kiene (* 13. Juni 1952 in Nördlingen) ist ein deutscher Arzt, Wissenschaftler und Anthroposoph. Er leitet das von ihm mitbegründete Institut für angewandte Erkenntnistheorie und medizinische Methodologie e.V. an der Universität Witten/Herdecke. Er verfasste zahlreiche Arbeiten zu wissenschaftlichen Grundfragen der Medizin, wobei er einen Methodenpluralismus für die medizinische Forschung vertritt, der auch komplementärmedizinischen Richtungen gerecht werden soll. In den 1970er Jahren war er Sportkletterer.

## Wissenschaft
Helmut Kiene studierte Medizin in Freiburg mit anschließender Promotion. Heute lebt und arbeitet er im Schwarzwald. 
Er ist Mitbegründer des Institut für angewandte Erkenntnistheorie und medizinische Methodologie e. V. in Freiburg und Verfasser erkenntnis- und wissenschaftstheoretischer und medizinischer Arbeiten, die sich mit Grundlagen der Erkenntnisgewinnung in der Medizin beschäftigen.
Kiene propagiert eine sogenannte „Cognition based medicine“. Nach diesem Modell soll die Wertigkeit der Wirksamkeitsbeurteilung einer Therapie durch Aussagen über einzelne Patienten (anekdotische Evidenz) gleich bzw. höher gestellt werden als durch randomisierte kontrollierte Studien der evidenzbasierten Medizin. Diese Methode wird vereinzelt in der Diskussion um Kausalitätsbeurteilungen am Einzelfall erwähnt. Ansonsten wurde sie vor allem in der Komplementärmedizin aufgegriffen.
Helmut Kiene ist Mitglied der CARE-Gruppe, die 2013 die Publikationsleitlinien für Einzelfallberichte veröffentlicht hat, die im Publikations-Leitlinien-Netzwerk EQUATOR hinterlegt sind.

## Alpinismus
Zusammen mit Reinhard Karl eröffnete er 1977 die erste alpine Kletterroute im VII. Schwierigkeitsgrad (UIAA), die Fleischbank-Pumprisse im Wilden Kaiser.
Seine Solobegehungen zeichnen ihn als einen der führenden Alpinisten der siebziger Jahre aus. So meisterte er den gesamten Peutereygrat und die Überschreitung Grands Montets – Aiguille Verte – Grandes Jorasses – Turiner Hütte.
Nach Helmut Kiene ist der sogenannte „Kiene-Swing“ benannt, der ähnlich wie ein Bungee-Sprung ausgeführt wird. Im Gegensatz zum Bungeesprung ist das Seil beim Kiene-Swing nicht über dem Springer befestigt, sondern von ihm entfernt (Helmut Kiene hat diesen Sprung zum Beispiel an zwei parallelen Brücken durchgeführt). Dadurch wird nach dem freien Fall ein langer Pendelschwung („Swing“) ausgeführt.